# 圣佩莱奥德瓜雷尼亚
圣佩莱奥德瓜雷尼亚，是西班牙卡斯蒂利亚-莱昂萨拉曼卡省的一个市镇。 总面积28平方公里，总人口105人（2001年），人口密度4人/平方公里。